# Cayetano Echevarría
Cayetano Echevarría, también como Chavarría, Echavarría o Echeverría, (siglo XVIII) fue un maestro de capilla español.

## Vida
Es muy poco lo que se sabe de la vida del maestro Echevarría.
Se sabe que procedía de Madrid cuando accedió al puesto de maestro de capilla de la Catedral del Pilar de Zaragoza. Tras la partida de Bernardo Miralles en 1766, mantendría el cargo hasta 1770. Su sucesor en el cargo en el Pilar fue Joaquín Lázaro, que ganó la maestría por oposición, siendo nombrado el 4 de mayo de 1771.
Durante su estancia en Zaragoza se presentó a las oposiciones para la maestría de las catedrales de Santiago (1768) y Cuenca (1768). Del memorial que entregó en las oposiciones de Cuenca se obtienen la mayor parte de la información sobre la vida de Echevarría:

[...] dos años repasando el fundamento de la composición con el maestro Serra, maestro que fue en la misma Sta. Iglesia del Pilar; y asimismo ha estado siete años aprendiendo el gusto, y buena modulación de la Música con el Maestro García, el cual está en esta ciudad, maestro en el templo de El Salvador, y últimamente fue a la Corte a fin de adelantar en el estilo, habiendo permanecido en ella hasta que por oposición le dieron el magisterio que hoy tiene [del Pilar de Zaragoza]

Se presentaron a las pruebas de Cuenca, además de Echevarría, Antonio Molina, Antonio Ugena y Pedro Aranaz. Juan Rossell calificó a los postulantes como «De los cuatro opositores los dos menos malos son Aranaz y Echevarría, y de éstos Aranaz». Finalmente el cabildo se decidió por Aranaz por votación.
En 1777 Echevarría llegó a Nueva España, donde, tras la muerte de Miguel Andreu, encontró empleo en la Catedral Metropolitana de la Ciudad de México en 1779 como maestro de infantes. Parece ser que Echevarría llevó a México la música de su maestro, El Españoleto.

## Obra
- Con accentos de horror al arma toca, pastorela, Zaragoza (1767)
- Con los candores, estribillo de tonadilla y tonadilla, Zaragoza (1767)
- ¡O término feliz de mi deseo!, Zaragoza (1767)
- Sacerdos in aeternum
- Si á adorar al Señor Omnipotente, Zaragoza (1767)
- Si de toda Judea el pueblo rijo, recit y aria, Zaragoza (1767)
- Si venciendo distancias [sic], conducidos, recitativo y aria, Zaragoza (1767)
- Suenen los ecos, recitativo y aria, Zaragoza (1767)
- Conmuevase el orbe, recitativo y aria, Zaragoza (1769)
- Ha del espumoso Xúcar, villancico a ocho voces
- Niño del alma, estribillo de tonadilla y tonadilla, Zaragoza (1769)
- ¡Qué pobreza!, Zaragoza (1769)
- Si el Oro, Incienso y Mirra traen de Oriente, recitativo y aria, Zaragoza (1769)
- Si para comprehenderos, recitativo y aria, Zaragoza (1769)
- Venid, Pastorcillos, Zaragoza (1769)
- Ya los Reyes marchando, recitativo y aria, Zaragoza (1769)
- Ya me llegó amoroso al Portalejo, recitativo y aria, Zaragoza (1769)